# Кивиярви (озеро, Костомукшский городской округ)
Кивиярви — озеро на территории Костомукшского городского округа Республики Карелии.

## Общие сведения
Площадь озера — 1 км², площадь водосборного бассейна — 58 км². Располагается на высоте 232,6 метров над уровнем моря.
Форма озера лопастная, продолговатая: оно вытянуто с запада на восток. Берега изрезанные, каменисто-песчаные, преимущественно возвышенные.
Через озеро протекает река Толлойоки, впадающая в озеро Верхнее Куйто.
В озере расположено не менее трёх небольших безымянных островов.
Код объекта в государственном водном реестре — 02020000811102000004012.